# Abryna ziczac
Abryna ziczac är en skalbaggsart som beskrevs av Heller 1924. Abryna ziczac ingår i släktet Abryna och familjen långhorningar.
Artens utbredningsområde är Filippinerna. Inga underarter finns listade i Catalogue of Life.